# کتائب الفرقان
کتائب الفرقان یک گروه ستیزه‌جو بود که در سراسر مصر فعالیت می‌کرد. این گروه به یک کشتی کانتینری که در سپتامبر ۲۰۱۳ از کانال سوئز عبور می‌کرد حمله کرد. این گروه در ماه اکتبر ۲۰۱۳ به یک مرکز ارتباطی در المعادی با آر پی جی حمله کرد.